# Otto Buek
Otto Buek (* 19. November 1873 in Sankt Petersburg; † 1966, wohl in einem Altersheim bei Paris) war ein deutscher Philosoph, Schriftsteller und Übersetzer.

## Leben und Werk
Otto Buek wurde in St. Petersburg als Sohn des deutschen Geschäftsmanns Peter Buek und seiner Frau Maria, geb. Westfalen geboren. Buek war in seiner Jugend mit der ebenfalls aus St. Petersburg stammenden späteren Schriftstellerin und Psychoanalytikerin Lou Andreas-Salomé befreundet. In Heidelberg studierte er Philosophie, Mathematik und Chemie und promovierte in Marburg, wo er möglicherweise mit Kurt Wildhagen in Kontakt kam, mit einer Dissertation zum Thema „Die Atomistik und Faradays Begriff der Materie: eine logische Untersuchung“ zum Dr. phil. Später lebte er in Berlin als Journalist, Übersetzer (von Werken von Tolstoi, Herzen und Unamuno) sowie als Herausgeber (mit Kurt Wildhagen von Werken von Turgenjew, einer Gesamtausgabe von Gogol und zweier Bände der zehnbändigen Cassirer-Ausgabe der Werke von Immanuel Kant); in den 1920er Jahren arbeitete er auch als Korrespondent der argentinischen Zeitschrift La Nación. Er war u. a. mit Senna Hoy und Franz Pfemfert befreundet. 
Buek gehörte zum Kreis um Alfred Richard Meyer. Philosophisch galt er als Neukantianer und Anhänger des bis 1912 in Marburg lehrenden Philosophen Hermann Cohen. In der Festschrift zu Hermann Cohens 70. Geburtstag ist Buek mit einem Beitrag über „Faradays System der Natur und seine begrifflichen Grundlagen“ vertreten. 
1913 versuchte sich Buek mit dem Historiker Paul Herre (1876–1962) an der Herausgabe der Zeitschrift Die Geisteswissenschaften. Sie musste jedoch im Unterschied zu der, von Arnold Berliner (1862–1942) im gleichen Jahr herausgebrachten und heute noch erscheinenden Zeitschrift Die Naturwissenschaften 1914 bereits wieder eingestellt werden.
Als Studienfreund des Arztes und Pazifisten Georg Friedrich Nicolai (1874–1964) unterzeichnete Buek zusammen mit Albert Einstein und Friedrich Wilhelm Foerster im Oktober 1914 Nicolais „Aufruf an die Europäer“ als Gegenerklärung zur Rechtfertigung des deutschen Überfalls auf das neutrale Belgien (Manifest der 93); der Aufruf konnte erst 1917 als Einleitung zu Nicolais „Biologie des Krieges“ in Zürich erscheinen. 
Johannes R. Becher widmet das Gedicht „Gebet im Winter 1915/16“ „Doktor Otto Buek in Freundschaft“. In einem Brief vom 18. Dezember 1916 an Katharina Kippenberg zählt er Buek zu den „sieben Menschen, die ich liebe“.
Anfang der Zwanziger Jahre wirkte Buek mit Nikolai und anderen wie dem aus Prag stammenden „Prof.“ Otto Fanta an der Entstehung eines zunächst „Einstein-Film“ genannten ersten großen Wissenschaftsfilms mit, der nach Protest von Einstein dann unter dem Titel gezeigt wurde Die Grundlagen der Einsteinschen Relativitätstheorie.
Otto Buek emigrierte später nach Frankreich, wo er 1960 von Paul Raabe in einem Altenheim ausfindig gemacht werden konnte; hier dürfte er hochbetagt 1966 auch verstorben sein.

## Publikationen
- Die Atomistik und Faradays Begriff der Materie. In: Archiv für Geschichte der Philosophie. Bd. 18, 1904, ISSN 0943-3988, S. 65–139 (als Separatdruck auch: Reimer, Berlin 1905).
- Kritik des Marxismus. In: Die Aktion. Jg. 1, 1911, Sp. 1029–1033.
- Faradays System der Natur und seine begrifflichen Grundlagen. In: Philosophische Abhandlungen. Hermann Cohen zum 70. Geburtstag (4. Juli 1912) dargebracht. Cassirer, Berlin 1912, S. 99–122.